# ۸۰ (میلادی)
۸۰ (میلادی) هشتادمین سال تقویم میلادی است.

## رویدادها
بر اساس مکان
امپراتوری روم
- یک بیماری همه‌گیر روم را فرا گرفته است.[۱]

آسیا
- پادشاه پاسا حاکم پادشاهی کره‌ای شیلا می‌شود.[۲]

## زادگان
- آسپاسیوس، فیلسوف و نویسنده یونانی (تاریخ تقریبی)

- آشواغوسا، فیلسوف و شاعر هندی (متوفی حدود ۱۵۰ میلادی)[۳]

- یین، ملکه چینی سلسله هان (متوفی ۱۰۳ میلادی)

## درگذشتگان
- بلاش دوم، شاه اشکانی
- تالهائه، پادشاه شیلا

- کوجولا کادفیسس، شاهزاده کوشانی (تاریخ تقریبی)

- لوسیوس ویپستانوس مسالا، سیاستمدار رومی

- ژائو شی، سیاستمدار چینی (متولد ۴ پس از میلاد)